# Y yo sigo aquí
Y yo sigo aqui è un brano musicale della cantante messicana Paulina Rubio, estratto come singolo dall'album Paulina. La canzone è stata incisa anche in lingua inglese con il titolo I'll Be Right Here (Sexual Lover) e inclusa nell'album Border Girl, dal quale è stata estratta come terzo singolo. È stato un singolo di grande successo in America Latina e Spagna. Il brano fa uso di Auto-Tune. Ha ricevuto una nomination al Latin Grammy Award come Canzone dell'anno. La cantante ha eseguito Y Yo sigo aqui in un medley in una performance al Festivalbar 2002.

## Classifiche
| Classifica (2001)     | Posizione massima |
| --------------------- | ----------------- |
| Italia                | 18                |
| Paraguay              | 1                 |
| Spagna                | 15                |
| Stati Uniti Hot Latin | 3                 |

### I'll Be Right Here (Sexual Lover)
| Classifica (2001) | Posizione massima |
| ----------------- | ----------------- |
| Repubblica Ceca   | 49                |